# Taman Prijek
Taman Prijek is een bestuurslaag in het regentschap Lamongan van de provincie Oost-Java, Indonesië. Taman Prijek telt 2169 inwoners (volkstelling 2010).